# Рамос фіз

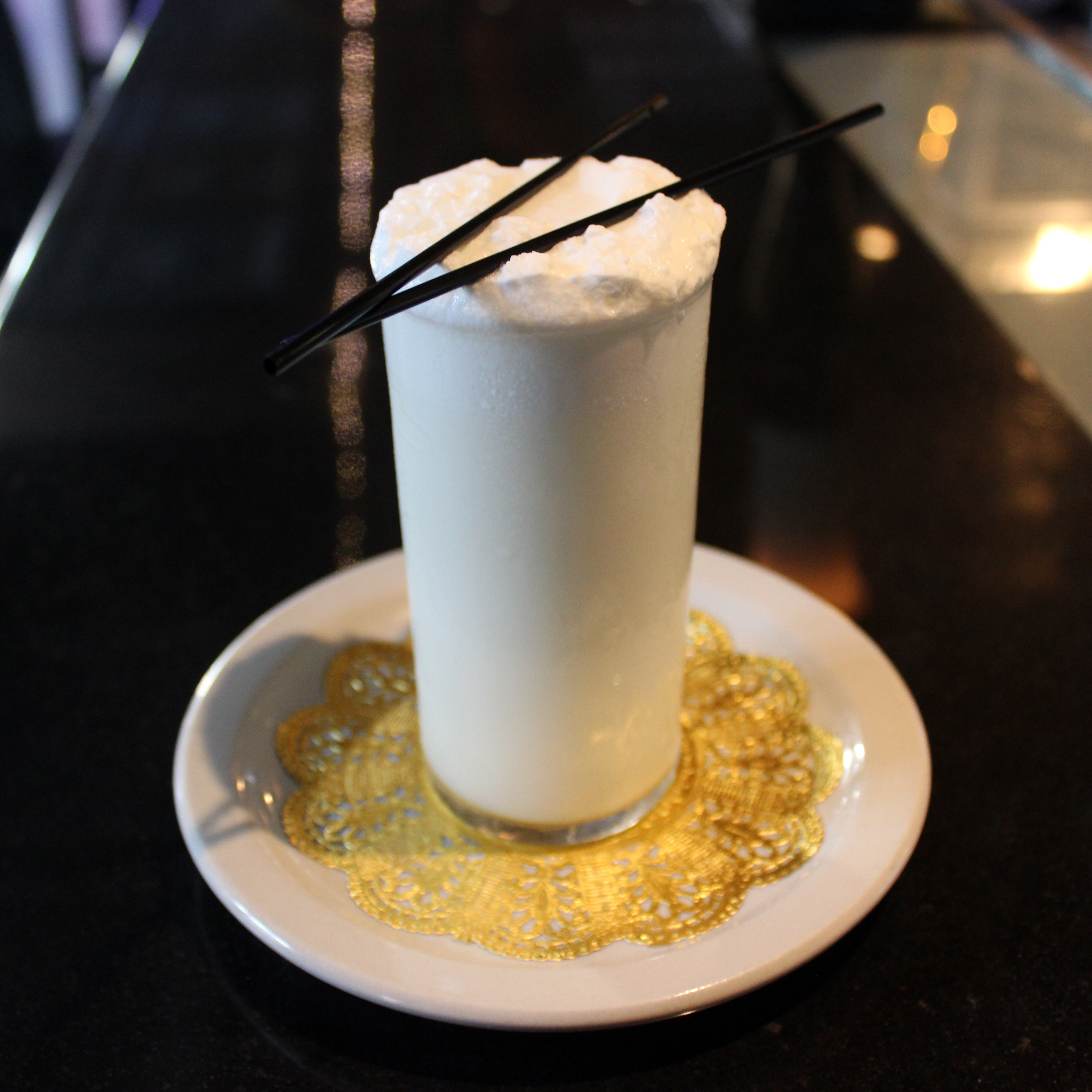
Коктейль «Рамос фіз»

«Рамос фіз» (англ. Ramos Fizz, також «рамос джин фіз» — англ. Ramos Gin Fizz, або «Нью-Орлеанський джин-фіз» — англ. New Orleans fizz) — алкогольний коктейль на основі джина, соків лимона та лайма, цукрового сиропу, вершків, яєчного білка та газованої води з додаванням апельсинової води і екстракту ванілі. Класифікується як лонґ дрінк (англ. long drink). Належить до офіційних напоїв Міжнародної асоціації барменів (IBA), категорія «Незабутні» (англ. The Unforgettables).

## Історія
Напій створив в 1888 році бармен з Нового Орлеана Генрі Рамоз (англ. Henry C. Ramos), на ім'я якого коктейлю дано назву. Пізніше його привіз в Нью-Йорк губернатор Луїзіани і сенатор США Хьюи Лонг, великий любитель цього напою.

## Спосіб приготування
Склад коктейлю «Рамос фіз»:
- джин — 45 мл (4,5 cl);
- цукровий сироп — 30 мл (3 cl);
- сік лайма — 15 мл (1,5 cl);
- сік лимона — 15 мл (1,5 cl);
- вершки — 60 мл (6 cl);
- білок яйця;
- вода з ароматом апельсина — 3 краплі;
- екстракт ванілі — 2 краплі;
- содова вода — додати.

В змішувальний стакан без льоду виливають компоненти (крім содової). Перемішують протягом 2 хвилин. Додають лід і дуже сильно струшують у шейкері. Відфільтровують в хайбол без льоду та додають содову воду. Готовий коктейль прикрашають гарніром з часточки цитруса або завитка цедри.

## Варіації
У різних варіаціях коктейлю вершки можуть замінюватися молоком, змінюється обсяг кожного інгредієнта (в тому числі виключатися ваніль), використовуватися різні сорти джина..